# Стандард (компания)
Акционерное общество «Ста́ндард» (эст.  AS Standard) — предприятие мебельной промышленности Эстонии. Несколько лет подряд получало сертификат «Успешное предприятие Эстонии». Официальный адрес: улица Пикк 107, посёлок Козе.

## История

### ВСоветской Эстонии
История предприятия началась в 1944 году, когда семь рабочих основали артель «Стандард» („Standard”). Её первыми изделиями были конторские столы и стулья.
Созданная в 1960 году на базе этой и нескольких других артелей Экспериментальная мебельная фабрика «Стандард» 16 лет располагалась в Таллине на улице Мадара. В 1957 году при фабрике было создано конструкторское бюро, разработанные которым образцы мебели производились не только в Эстонии, но и в других республиках Советского Союза. В производственном ассортименте была мебель для дома, мягкая мебель, офисная, детская и кухонная мебель, стулья для залов. Половина готовой продукции уходила на выполнение заказов государственных учреждений и общественных предприятий. В 1976 году предприятие переименовали в Таллинское Научно-производственное мебельное объединение «Стандард», и оно переехало в новые производственные помещения на улице Копли в микрорайоне Карьямаа.
Численность работников мебельного объединения в 1979 году составляла 1038 человек.
В состав объединения входили шесть фабрик, которые находились в Лелле, Козе, Раквере и в Таллине на улицах Марья, Мадара и Калинина. Объединение было одним из крупнейших предприятий Эстонской ССР.
Ко времени проведения в 1980 году Олимпиады в Москве мебель НПМО «Стандард» была отправлена на 26 олимпийских объектов.

### В Эстонской республике
После отделения Эстонии от Советского Союза на базе НПМО «Стандард» было создано государственное акционерное общество (эст. RAS Standard), которое было приватизировано в 1994 году и стало называться «AS Standard».
Главная контора предприятия до весны 2023 года находилась в Таллине на улице Марья. Мебель производилась в различных производственных единицах, две из которых находились в Таллине и одна — в 40 километрах от Таллина, в посёлке Козе. 70 % продукции изготавливалось на экспорт. Торговые представительства предприятия кроме Эстонии располагались также в Литве, Финляндии, Швеции, Германии и России.
Мебель производилась в основном для офисов, гостиниц и других общественных помещений. В 2019 году «AS Standard» имел более 25 крупных потребителей своей продукции в разных странах мира.
На предприятии внедрена интегрированная система управления качеством и система экологического менеджмента, которые получили сертификаты международных стандартов ISO 9001 и ISO 14001.

## Основные показатели предприятия
Торговый оборот:
| Год          | 2014       | 2015         | 2016         | 2017         | 2018         | 2019         | 2020         | 2021         | 2022         | 2023*       |
| ------------ | ---------- | ------------ | ------------ | ------------ | ------------ | ------------ | ------------ | ------------ | ------------ | ----------- |
| Оборот, евро | 17 447 244 | ↗ 22 124 427 | ↘ 21 758 503 | ↗ 27 185 916 | ↗ 29 878 745 | ↘ 27 086 757 | ↘ 23 621 788 | ↘ 25 847 624 | ↘ 23 136 370 | ↘ 4 933 630 |

* Прогнозные данные
Численность работников:
| Дата             | 31.12.2017 | 31.12.2018 | 31.12.2019 | 31.03.2020 | 31.06.2020 | 31.03.2021 | 31.12.2021 | 31.03.2022 | 31.12.2022 | 31.03.2023 |
| ---------------- | ---------- | ---------- | ---------- | ---------- | ---------- | ---------- | ---------- | ---------- | ---------- | ---------- |
| Число работников | 223        | 223        | ↗ 226      | ↗ 229      | ↘ 208      | ↗ 211      | ↘ 206      | ↗ 215      | ↘ 89       | ↘ 15       |

Средняя брутто-зарплата в месяц:
| Период | I квартал 2017 | I квартал 2018 | I квартал 2019 | I квартал 2020 | I квартал 2021 | I квартал 2022 | IV квартал 2022 | I квартал 2023 | III квартал 2023 |
| ------ | -------------- | -------------- | -------------- | -------------- | -------------- | -------------- | --------------- | -------------- | ---------------- |
| Евро   | 1315           | ↗ 1390         | ↗ 1465         | ↗ 1540         | ↗ 1690         | ↘ 1615         | ↗ 2855          | ↗ 4670         | ↘ 1995           |

## Важнейшие проекты последних лет
- 2013 год: осуществлена поставка мебели в новую головную контору Налогово-таможенного департамента Эстонии на 1000 рабочих мест в офисном доме «Технополис Юлемисте» (Technopolis Ülemiste) в бизнес-парке «Юлемисте Сити» (Ülemiste City)[12].
- 2013 год: осуществлена поставка мебели на 1000 рабочих мест в главную контору литовской компании «Senukai» в Каунасе[13].
- 2014 год: «Standard» произвёл и осуществил поставку мебели Налоговому управлению Латвии в Риге для 2800 работников[14].
- 2016 год: «Standard» получил почётный титул «Эстонский производитель мебели 2016» (эст. Eesti aasta mööblitootja 2016) от Эстонского Союза производителей мебели[15].

Знак «Успешное предприятие Эстонии 2018»

- 2017 год: «Standard» выиграл государственный тендер и стал поставщиком мебели в новое здание объединённого министерства (Министерство финансов, Министерство юстиции, Министерство образования, Министерство социальных дел, Министерство экономики и коммуникаций), расположенного на улице Суур-Америка в Таллине на 1000 рабочих мест[16].
- 2018 год: исполнилось 20 лет деятельности «AS Standard» на рынке Латвии[17].
- 2018 год: «AS Standard» в очередной раз получило сертификат «Успешное предприятие Эстонии» Международного предприятия кредитной информации (рейтингового агентства) Creditinfo Eesti AS (кредитный рейтинг — AAA). Этот кредитный рейтинг был рассчитан на основе экономических показателей за 2013—2017 годы по международной шкале. Высокий кредитный рейтинг говорит о хорошем экономическом положении предприятия, отличных финансовых показателях, а также о соблюдении платёжной дисциплины[18][19].
- 2019 год: в числе партнёров-потребителей продукции «AS Standard» — несколько международных гостиничных сетей Best Western, Golden Tulip, Hilton, Holiday Inn, Marriott, Reval, Scandic, Swiss (Австрия, Греция, Италия, Бельгия/Нидерланды, Норвегия, Польша, Россия, Украина, Гана)[1][20].

## Кризис и смена собственника
Из-за ситуации в мире в целом и в мебельном секторе в частности, осенью 2022 года Standard AS частично законсервировал производство и закрыл свой завод в таллинском районе Мустамяэ. К концу года численность работников составила 89 человек, т. е. за год было сокращено 117 человек. Причина состояла в чрезвычайно высоких ценах на энергию и сырье, из-за чего себестоимость продукции выросла и импорт, соответственно, резко снизился.
Весной 2023 года владелец предприятия Standard AS Энн Вескимяги продал его эстонской компании Green Estonia OÜ, основанной 29 июня 2020 года (владелец — Ангела Кивимаа). Standard AS планирует продолжить деятельность на заводе в Козе и с производства мебели для гостиниц и кораблей перейти на производство офисной мебели. Численность его работников в третьем квартале 2023 года составила 36 человек.